# 二酸化四炭素
二酸化四炭素（Tetracarbon dioxide）は、C4O2またはO=C=C=C=C=Oの化学式を持つオキソカーボンである。ブタトリエンの二重ケトン、より正確には1,2,3-ブタトリエン-1,4-ジオンと見なすことができる。
二酸化四炭素は、二酸化炭素(O=C=O)、エチレンジオン(O=C=C=O)、亜酸化炭素(O=C=C=C=O)、二酸化五炭素(O=C=C=C=C=C=O)等が含まれる、線形二酸化炭素類(O(=C)n=O)の4番目である。
この化合物は、1990年に、凍結アルゴンマトリックス中での環状アザケトンの急速熱分解によって、ギュンター・マイアーらによって得られた。また同年、気相での((CH3-)2(C4O2)(=O)2=)2の衝突イオン化による方法で、Sulzle and Schwartzらによっても得られた。理論的な研究では、O(=C)n=O類のnが偶数のものは本質的に不安定であることが示されるものの、二酸化四炭素はマトリックス中でいつまでも安定であるが、光によって、一酸化三炭素(C3O)と一酸化炭素(CO)に分解される。三重項の基底状態である。